# 神韻合唱團
神韻合唱團（英語：The Verve）是於1989年成立於英國大曼徹斯特區的英式搖滾樂團，由主唱理查·艾許克勞夫特、吉他手尼克·麥卡貝、貝斯手賽門·瓊斯、鼓手彼得·塞力貝瑞組成。Simon Tong後來加入該團。該團於1999年4月因不合而在吉他手McCabe的離去下解散，2007年6月神韻合唱團以原始陣容重出江湖，並於2007年底開始巡迴演唱會，2008年8月發行新專輯「天韻神蹟（Forth）」。2009年八月，經媒體報導，由於貝斯手和吉他手不滿主唱藉由重組樂團來達成推展他個人事業的手段，樂團面臨第三度的解散。

## 樂團成員

### 現任成員
- 理查·艾許克勞夫特（主唱）
尼克·麥卡貝（吉他手）
賽門·瓊斯（貝斯手）
彼得·塞力貝瑞（鼓手）

### 已離團
- 李察·艾希克羅（主唱）

## 歷史

### 形成與「活力」（1990年-1992年）
Verve 樂團的創始成員在位於大曼徹斯特郡 Wigan 的 Winstanley Sixth Form College 相識，當時 Liam Begley 將 Richard Ashcroft 介紹給了其他樂團成員。樂團最初被稱為“Verve”，他們的第一場演出是在1990年8月15日在Wigan的Honeysuckle Inn舉行的一個朋友的生日派對上。樂團早期的大部分作品都是透過大量的即興演奏創作的。該樂團由艾許克勞夫特領銜，在1991年初因其音樂質感和前衛情感吸引觀眾的能力而引起轟動。

## 音樂作品

### 專輯
- 從創立到現在共發行過四張專輯
- A Storm in Heaven (1993年)
- A Northern Soul (1995年)
- Urban Hymns (1997年)
- Forth (2008年)

## 相關網站
- 神韻合唱團官方網站